# Mohammad Reza Geraei
Mohammad Reza Geraei (n. 25 iulie 1996, Shiraz, Persida, Iran) este un luptător ce a reprezentat Iran, medaliat olimpic. A participat la o ediție a Jocurilor Olimpice (2020) în care a câștigat o medalie de aur.